# Kretowiec
Kretowiec (Mogera) – rodzaj ssaków z podrodziny kretów (Talpinae) w obrębie rodziny kretowatych (Talpidae).

## Zasięg występowania
Rodzaj obejmuje gatunki występujące we wschodniej Azji.

## Morfologia
Długość ciała (bez ogona) 102–180 mm, długość ogona 6,5–29,5 mm, długość tylnej stopy 13,5–23 mm; masa ciała 23,5–178 g.

## Systematyka
Rodzaj zdefiniował w 1848 roku geolog, paleontolog i botanik Auguste Nicolas Pomel na łamach Archives des sciences physiques et naturelles. Na gatunek typowy Pomel wyznaczył (oznaczenie monotypowe) kretowca japońskiego (M. wogura).

### Etymologia
- Mogera: etymologia niejasna, Pomel nie wyjaśnił pochodzenia nazwy rodzajowej[1][11].
- Heterotalpa: gr. ἑτερος heteros ‘inny, obcy’; rodzaj Talpa Linnaeus, 1758 (kret)[3]. Gatunek typowy (oznaczenie monotypowe): Talpa wogura Temminck, 1842.
- Talpops: rodzaj Talpa Linnaeus, 1758 (kret); gr. ωψ ōps, ωπος ōpos ‘wygląd’[12]. Gatunek typowy (oznaczenie monotypowe): Talpa wogura Temminck, 1842.
- Nesoscaptor: gr. νησος nēsos ‘wyspa’; σκάπτηρ skaptēr ‘kopacz’, od σκάπτω skapto ‘kopać’[5]. Gatunek typowy (oryginalne oznaczenie): Nesoscaptor uchidai Abe, Shiraishi & Arai, 1991.

### Podział systematyczny
Do rodzaju należą następujące gatunki:
- Mogera robusta Nehring, 1891 – kretowiec mandżurski
- Mogera wogura (Temminck, 1842) – kretowiec japoński
- Mogera imaizumii (Kuroda, 1957) – kretowiec mały
- Mogera tokudae Kuroda, 1940 – kretowiec sadoński
- Mogera etigo Yoshiyuki & Imaizumi, 1991 – kretowiec polny
- Mogera uchidai (Abe, Shiraishi & Arai, 1991) – kretowiec samotny
- Mogera insularis (Swinhoe, 1863) – kretowiec chiński
- Mogera hainana (O. Thomas, 1910)
- Mogera kanoana Kawada, Shinohara, Kobayashi, Harada, Oda & Lin Liangkong, 2007 – kretowiec tajwański
- Mogera latouchei O. Thomas, 1907